# Jardin de la Royal National Rose Society
 (juin 2020).
Bone Hill, les Royal National Rose Society Gardens, est la roseraie de la Royal National Rose Society à Chiswell Green, près de St Albans (Hertfordshire) en Angleterre. 

## Histoire
Ces jardins contiennent des centaines de variétés de roses. Après des travaux menés sous la direction de Michael Balston, ils ont rouvert au public à l'été 2007. Ils regroupent :
- une collection qui retrace l'histoire des roses,
- une roseraie montrant les différents styles, genres et formes de plantation,
- des jardins donnant des idées d'arrangements de rosiers dans de petits espaces,
- la roseraie en l'honneur de la Reine Mère,
- de nouveaux essais de cultures afin d'apporter une expérience pédagogique, tout comme le plaisir des yeux lorsque les plantes sont en fleurs,
- les plantes formant une association heureuse avec les rosiers.

## Développements
La Royal Entomological Society a installé son siège dans le manoir adjacent au Jardin, après sa réfection.
Butterfly World a ouvert en 2009 à côté du Jardin, jusqu'à sa fermeture en décembre 2015.

## Galerie

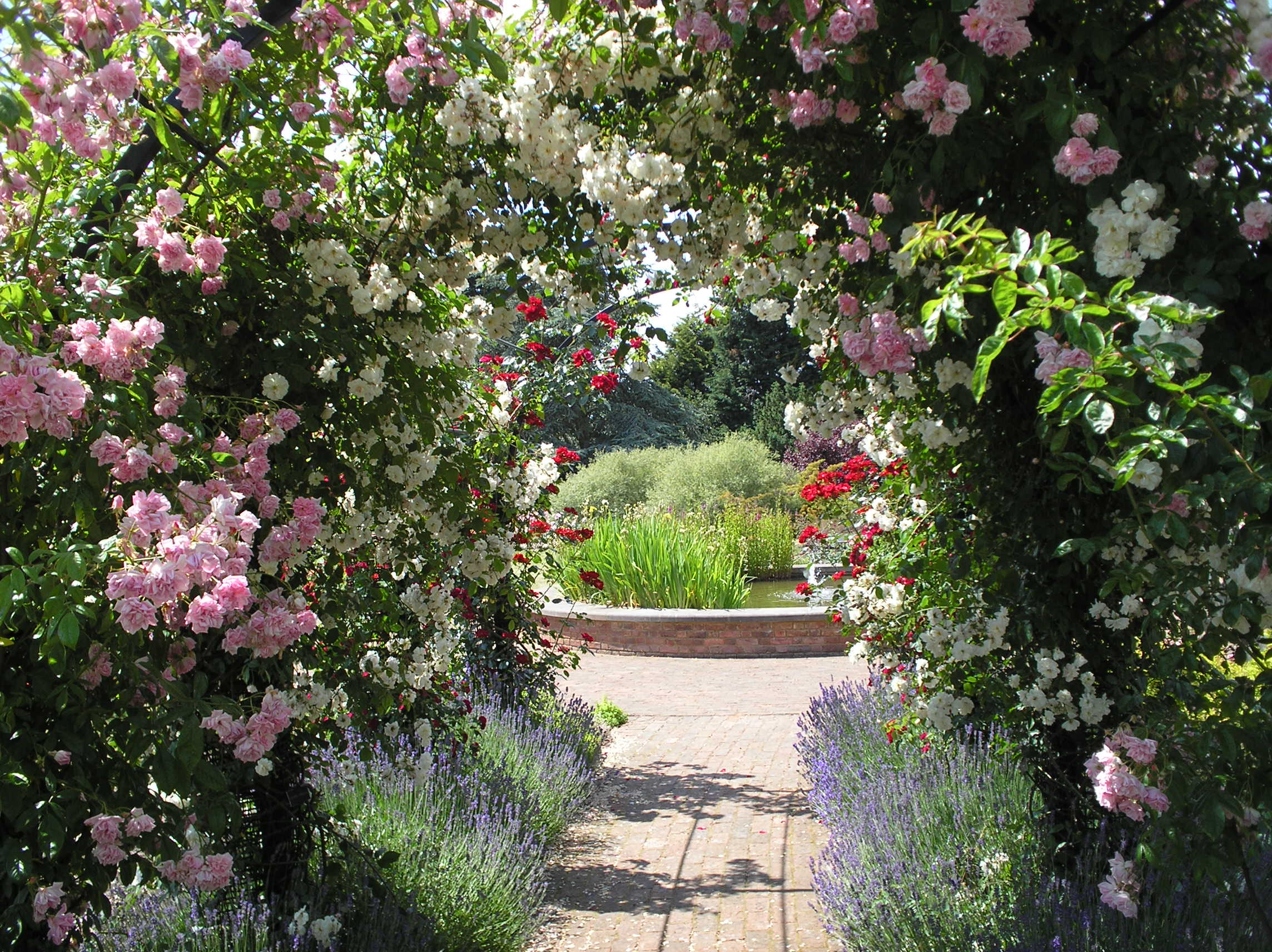
Arche
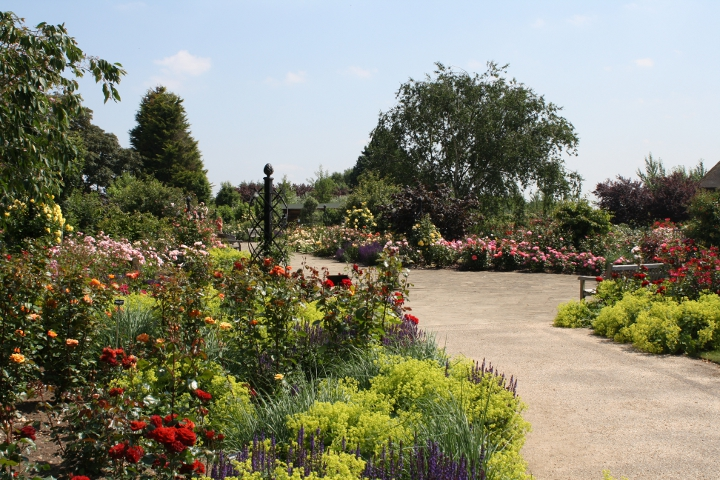
Chemin
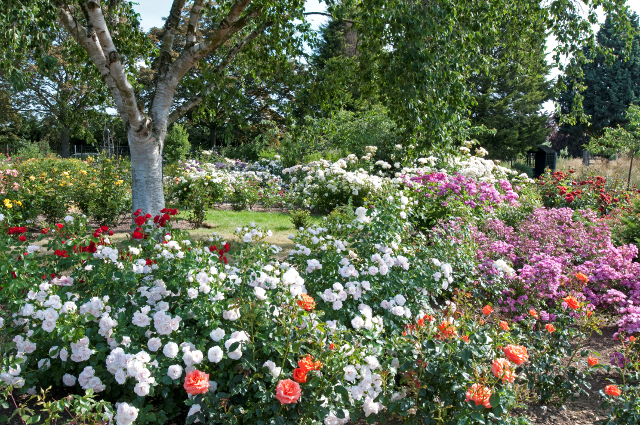
Bouleau et roses
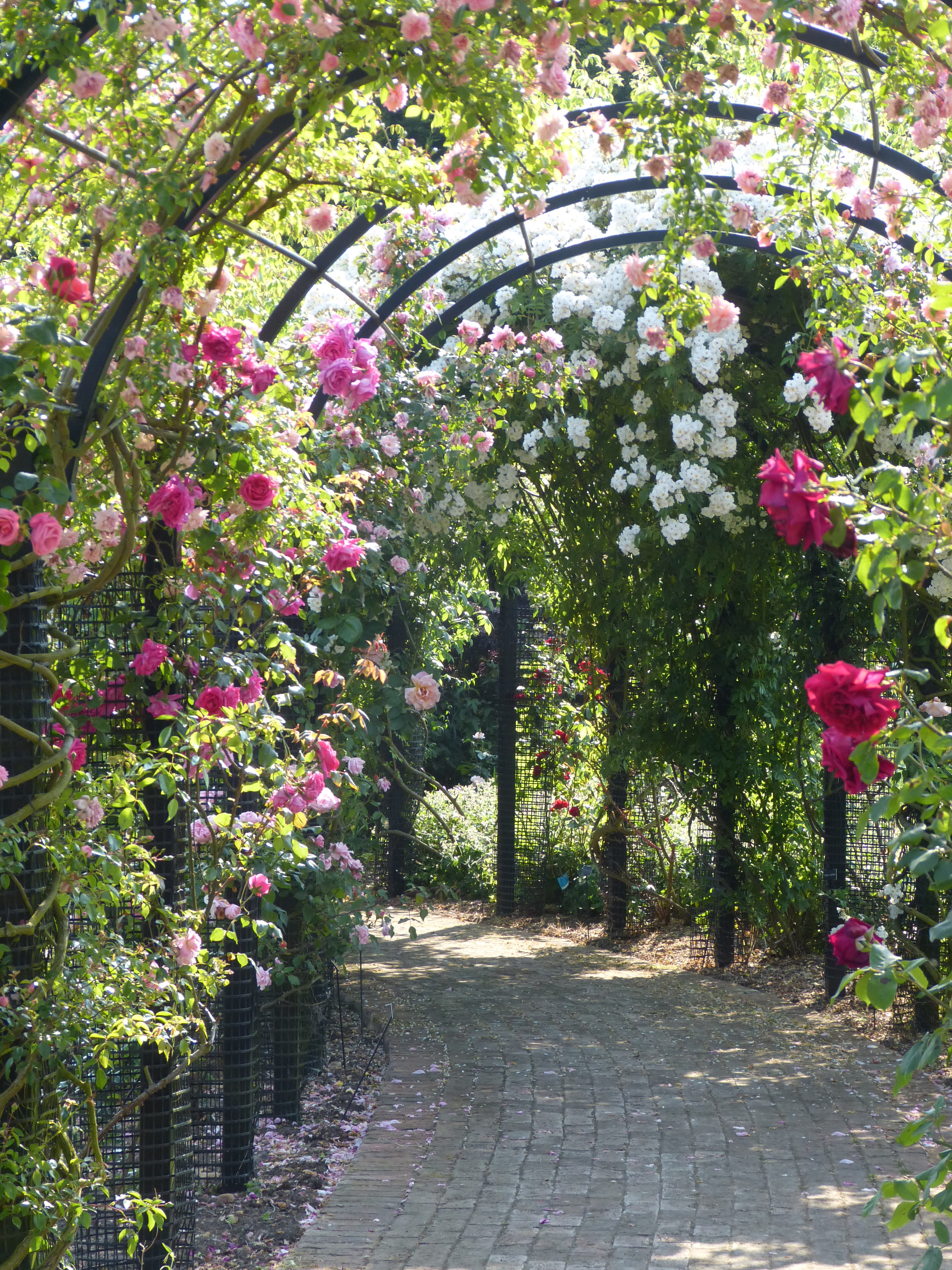
Pergola